# Idaea marcidaria
Idaea marcidaria là một loài bướm đêm trong họ Geometridae.